# Hermandad de la Borriquita (Los Palacios y Villafranca)
La Hermandad de la Borriquita es una hermandad de Semana Santa establecida en la ciudad de Los Palacios y Villafranca, fue fundada en 1974 en la Parroquia Mayor de Santa María la Blanca desde donde realizaba estación de penitencia cada Domingo de Ramos.En el año 2001, la Hermandad trasladó su residencia canónica desde la parroquia de Santa María la Blanca, hasta una capilla propia en pleno corazón del barrio de la Almazara, esta capilla de bautizó con el nombre de ¨Ntra. Sra de los Ángeles¨ siendo bendecida e inaugurada el 11 de Febrero de ese mismo año por el director espiritual de la hermandad de la Borriquita y párroco de Santa María la Blanca, Don Francisco García García. El nombre completo es Hermandad de la Entrada Triunfal de Jesús en Jerusalén, San Juan de la Palma y Nuestra Señora de los Ángeles pero es más conocida como Hermandad de la Borriquita.

## Túnicas de los nazarenos
Nazareno del Señor: Túnica, capa y antifaz blancos con el escudo bordado sobre la capa; cíngulo y botones de color azul pavo; calzado negro. Portan cirio o palmas y las insignias de la Hermandad.
Nazareno de la Virgen: Túnica, capa y antifaz blancos con el escudo bordado sobre la capa; cíngulo y botones de color rojo burdeos; calzado negro. Portan cirio o palmas y las insignias de la Hermandad.
En la actualidad cuenta la cofradía con 1050 hermanos, de los cuales 420 hacen estación de penitencia, como nazarenos o costaleros.

## Grupo Joven
La hermandad cuenta además con Grupo Joven, cuya actual presidenta es Estrella María Gayango Castro. En la actualidad cuenta con unos 41 miembros aproximadamente. En la cual se hacen muchas convivencias, excursiones, visitas...

## Actividades
Durante todo el año, la Hermandad de la Borriquita realiza distintos actos, eventos y actividades que ayudan a que se realice una auténtica vida de hermandad. Entre estas actividades destacamos las siguientes:

### Velada de la Almazara
Desde 1996 se viene celebrando en la Plaza de la Almazara, aledaña a la Capilla de Nuestra Señora de los Ángeles, una velada en las noches de verano. En la primera semana del mes de julio se instala en la plaza un escenario, sillas y mesas, una tómbola, puesto de churros y chocolate y la gran barra donde poder cenar productos típicos de la cocina andaluza.
Durante cuatro días los vecinos del barrio, así como amigos y simpatizantes de la Hermandad pasan las calurosas noches en compañía de amigos disfrutando de las actuaciones que se programan así como concursos varios como bingos y sorteos.

### Peregrinación a Consolación
En la noche del 7 al 8 de septiembre un gran grupo de peregrinos parten desde la capilla hasta la vecina localidad de Utrera, para acudir al Santuario de la Virgen de Consolación. El grupo organizado por la Hermandad de la Borriquita es el más numeroso de cuantos acuden cada año a esta peregrinación. La organización dispone de vehículos que van acompañando a la comitiva, donde cada ciertos momentos se realizan paradas para dar avituallamiento consistente en agua y caramelos. Además de estos coches de apoyo, la organización cuenta con la ayuda de Protección Civil y Guardia Civil de tráfico de Los Palacios y Villafranca y Utrera, que habilitan un carril especial cortando el tráfico al paso de la peregrinación. Asimismo, una unidad de ambulancia acompaña también durante todo el trayecto.

### Recogida de alimentos Nuestra Señora de los Ángeles
Desde 2009 se organiza por el mes de abril una recogida de alimentos por las distintas calles de Los Palacios y Vfca. En concreto, el recorrido que se realiza es el mismo que el Domingo de Ramos realiza la Hermandad. Durante el trayecto, hermanos de la Hermandad van por las calles recogiendo los alimentos que los vecinos deseen aportar, así como huchas cuyo dinero se destina a la compra de medicamentos. Todo lo conseguido va destinado íntegramente a las dos Cáritas Parroquiales de la localidad: la de la Parroquia del Sagrado Corazón de Jesús y a la de la Parroquia de Santa María la Blanca.

### Pasitos Infantiles
Desde hace casi veinte años se viene organizando en el municipio un desfile de pasos infantiles, donde los niños son los protagonistas. Tanto capataces como costaleros son niños que tienen su día grande de disfrute el 1 de mayo de cada año. Desde hace unos años, el Grupo Joven de la Hermandad de la Borriquita tomó el relevo en la organización de dicho evento. Actualmente casi cien niños participan cada primero de mayo en esta actividad.

### Concurso de Dibujos "Domingo de Ramos"
El Grupo Joven organiza en la Cuaresma un concurso de dibujos donde el ganador verá su obra publicada por las calles de la localidad. Todos los niños que actualmente cursan 5º y 6º de primaria pueden participar en dicho concurso, donde lo que se les pide es su particular visión del Domingo de Ramos de Los Palacios y Vfca. El ganador y los finalistas de cada colegio obtienen su premio consistente en material escolar.

### Biciperegrinación al Rocío
En el año 2009, por el mes de octubre, se organizó por primera vez una peregrinación hasta la aldea almonteña de El Rocío. La particularidad de dicha peregrinación consiste en que no se realiza andando, sino montados en bicicleta. El primer año obtuvo una gran acogida desbordando las predicciones de la organización. 57 "biciperegrinos" llegaron hasta la aldea. Además de los ciclistas, también acudieron como acompañantes los familiares que lo desearon, ya que la organización dispuso de dos autobuses para que fueran acompañando y dándoles ánimos en las distintas paradas que se iban realizando. Llegados a la ermita, se pudo vivir un día de hermandad cofrade entre todos en la Casa Hermandad del Rocío de Los Palacios y Vfca.